# Santiago Alarcón
Santiago Alejandro Alarcón Uribe (Medellín, 23 de noviembre de 1979)  es un actor colombiano, reconocido por su papel protagónico de Germán en la serie El man es Germán de RCN Television.

## Filmografía

### Cine
| Año  | Título                    | Personaje                |
| ---- | ------------------------- | ------------------------ |
| 2006 | Soñar no cuesta nada      | Mesero de un Restaurante |
| 2014 | Todas para uno            | Martín                   |
| 2015 | Uno al año no hace daño 2 | Gonzalo                  |
| 2024 | La pena máxima 2          | Abelardo                 |

### Televisión
| Año            | Título                                   | Perosonaje |
| -------------- | ---------------------------------------- | --- |
| 1998-1999      | Amores como el Nuestro                   | Extra |
| 1999-2004      | Pandillas, guerra y paz                  | Paramédico de la ambulancia que atendió a Mateo después de recibir un disparo en la cárcel por parte de Frankenstein |
| 1998-2004      | Expedientes                              | Juan Manuel / Santiago                                                                                               |
| 2000-2001      | Traga maluca                             | Julián Sandoval "Juliancito" / Julián Sandoval (padre)                                                               |
| 2002           | Historias de hombres sólo para mujeres   | Infiel por Interés junto a Marisol Castaño Ortiz                                                                     |
| 2004-2005      | Me amarás bajo la lluvia                 | Extra |
| 2004-2005      | La viuda de la mafia                     | Osvaldo |
| 2004-2005      | Te voy a enseñar a querer                | Bernardo Ángeles |
| 2004-2006      | Casados con hijos                        | Vendedor |
| 2005-2006      | El pasado no perdona                     | Santiago |
| 2005-2006      | Juego Limpio                             | Santiago |
| 2006           | Decisiones                               | 1 episodio |
| 2006-2007      | Hasta que la plata nos separe            | Jaime Rincón |
| 2007-2008      | Pura sangre                              | Juan |
| 2008           | ¿Quien amará a María?                    | Ramón Elías |
| 2008-2009      | Aquí no hay quién viva                   | Samuel (Actuación especial)                                                                                          |
| 2009-2010      | Las detectivas y el Víctor               | Germán Quintero 'el Macho Alfa'                                                                                      |
| 2010-2012      | El man es Germán                         | Germán Quintero 'el Macho Alfa'                                                                                      |
| 2013           | Contra las cuerdas                       | Lucho Contreras |
| 2015           | La tusa                                  | Pablo |
| 2015-2016      | Anónima                                  | Maximiliano Velandia                                                                                                 |
| 2016           | La niña                                  | Dr. Horacio Puentes                                                                                                  |
| 2016-2017      | Las Vega's                               | Mauricio Reyna |
| 2018           | Garzón vive                              | Jaime Garzón |
| 2019           | El man es Germán 4                       | Germán Quintero 'el Macho Alfa'                                                                                      |
| 2020           | La Encerrona                             | Él mismo |
| 2020-2021      | Frente al espejo                         | Él mismo |
| 2021           | Hombres de Dios                          | Padre Santiago |
| 2022           | Cochina envidia                          | Leo |
| 2022           | Si este sofá hablara                     | Presentador |
| 2023- presente | La primera vez                           | José Del Carmen Granados Cepeda                                                                                      |
| 2024           | Arelys Henao, aún queda mucho por cantar | Wilfredo de Jesús Hurtado Zuluaga                                                                                    |
| 2025           | Cosiaca                                  | Cachonegro |

## Premios y nominaciones

### Premios India Catalina
| Año  | Categoría                                           | Telenovela o Serie         | Resultado |
| ---- | --------------------------------------------------- | -------------------------- | --------- |
| 2019 | Mejor Actor Protagónico Telenovela o Serie          | Garzón Vive                | Ganador   |
| 2019 | Mejor talento favorito del público                  | Garzón Vive                | Nominado  |
| 2016 | Mejor actor protagónico de telenovela o serie       | Anónima                    | Nominado  |
| 2012 | Mejor actor protagónico de serie o miniserie        | El man es Germán           | Ganador   |
| 2010 | Mejor actor/actriz de reparto de telenovela o serie | Las detectivas y el Víctor | Nominado  |

### Premios Tv y Novelas
| Año  | Categoría                                     | Telenovela o Serie            | Resultado |
| ---- | --------------------------------------------- | ----------------------------- | --------- |
| 2018 | Mejor actor protagónico de telenovela o serie | Garzón                        | Nominado  |
| 2016 | Mejor actor protagónico de serie              | Anónima                       | Nominado  |
| 2012 | Mejor actor protagónico de serie              | El man es Germán              | Ganador   |
| 2007 | Mejor actriz/actor revelación                 | Hasta que la plata nos separe | Ganador   |